# SU-100
Le SU-100 est un chasseur de chars soviétique, utilisé tout à la fin de la Seconde Guerre mondiale par l'Armée rouge, et jusqu'à une période très récente dans certains pays du Tiers monde.
Il devait remplacer le SU-85, mais sa fabrication en série fut contrariée par un manque de fiabilité de ses munitions. Il continua cependant à servir en URSS jusqu'en 1957, en compagnie d'une version légèrement modernisée nommée SU-100M.

## Développement
Le SU-100 est un chasseur de char lourdement armé et très bien camouflé.
Le SU-100 fut conçu et produit à l'UZTM (en russe УЗТМ pour Уральский Завод Тяжелого Машиностроения, Usine de constructions mécaniques lourdes de l'Oural, ou « Ouralmach »), à Iekaterinbourg. Il est basé sur le châssis du char T-34-85, sa production débuta en décembre 1944, et il apparut sur le front en mars 1945 en Hongrie. 
Dans la lutte antichar il se révéla performant, son canon étant susceptible de pénétrer 125 mm de blindage vertical à une portée de 2 000 mètres, ou le glacis incliné de 80 mm du Panther allemand à 1 500 mètres. Il reçut des soldats soviétiques le surnom de « pizdets vsemu » ou « nique-tout ». Cependant, ses munitions manquaient de fiabilité, ce qui en plus de l'arrêt des hostilités, contraria sa production. Le D-10S devint une arme fiable plus tard, mais avec de nouveaux types de projectiles.
Le développement fut supervisé par Lev Gorlitsky (chef concepteur de tous les canons automoteurs moyens soviétiques), et débuta en février 1944. Le premier prototype, appelé "objet 138", fut construit en mars. Après une période d'essais avec différents modèles de canons de 100 mm, fut choisi le D-10S pour une production de masse. La caisse du SU-100 fut fortement améliorée par rapport au SU-85 : le blindage du glacis fut augmenté de 45 à 75 mm; le poste du chef de char fut  agrandi et doté d'une nouvelle coupole; la ventilation fut améliorée, avec deux ventilateurs au lieu d'un.

## Service
Le SU-100 fut employé en masse en Hongrie en mars 1945, entre autres durant l'opération Frühlingserwachen. 
Il resta en service dans l'Armée rouge après-guerre, sa production continuant en Union Soviétique jusqu'en 1947, avant d'être remplacé par le SU-100M, produit jusqu'au début des années 1950 en Tchécoslovaquie, et plutôt destiné à l'exportation. Les SU-100 soviétiques furent retirés du service en 1957, et parqués dans des entrepôts jusqu'à la toute fin du XXe siècle. 
Des SU-100 servirent dans l'APL chinoise à partir de 1955, après le départ des forces Soviétiques de Dalian. Furent alors  vendus à la Chine 99 SU-100, 18 IS-2, 16 T-54 et 224 T-34. Ils servirent à former la première division blindée de la PLA.
Beaucoup de pays du pacte de Varsovie employèrent aussi le SU-100, ainsi que des pays amis des Soviétiques tels l'Égypte, l'Angola, Cuba.
Quelques SU-100 furent livrés à la Yougoslavie sous la désignation M-44. 
Les SU-100 furent utilisés au  combat lors de la crise de Suez en 1956, par les Égyptiens contre les chars Sherman M4 israéliens. Ils furent aussi utilisés lors de  la guerre des Six Jours en 1967, et lors de la guerre du Kippour en 1973. 
Ils étaient modifiés pour s'adapter aux conditions sableuses du Moyen-Orient, d'où la version SU-100M. 
Ils continuèrent à être employés jusque dans les années 1980 dans certains pays, et restent possiblement encore utilisés par les armées  vietnamienne et de Corée du Nord en ce début du XXIe siècle.

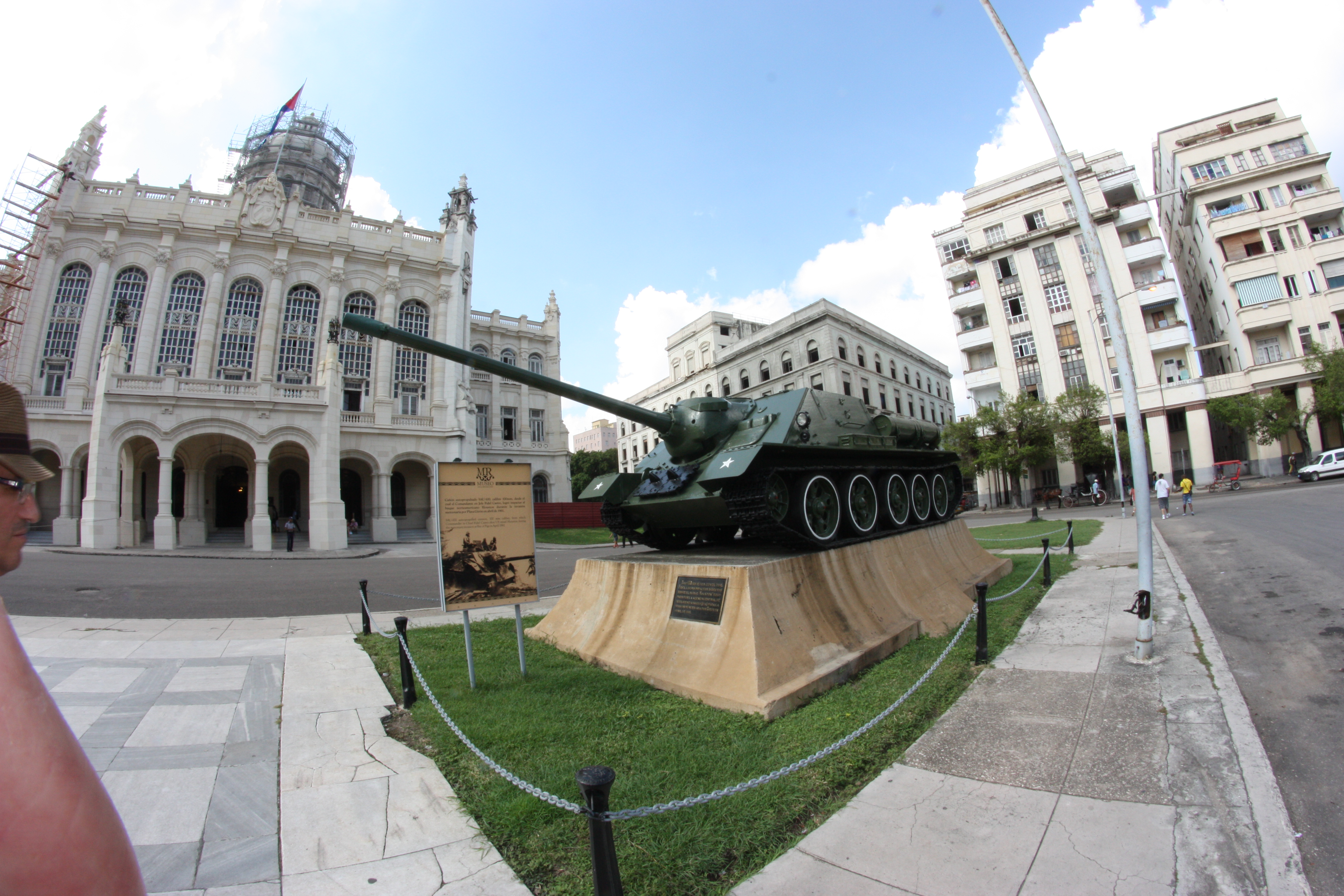
SU-100 à La Havane, Musée de la Révolution.
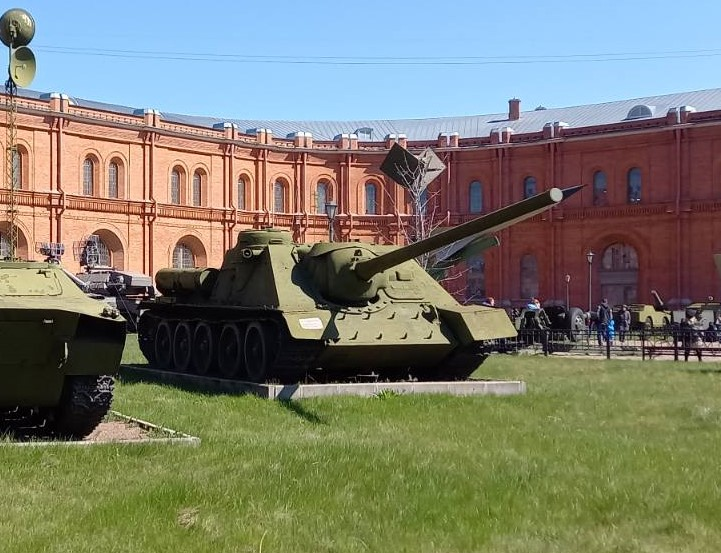
SU-100. Musée historique militaire de l'artillerie, des troupes du génie et du corps des transmissions de Saint-Pétersbourg
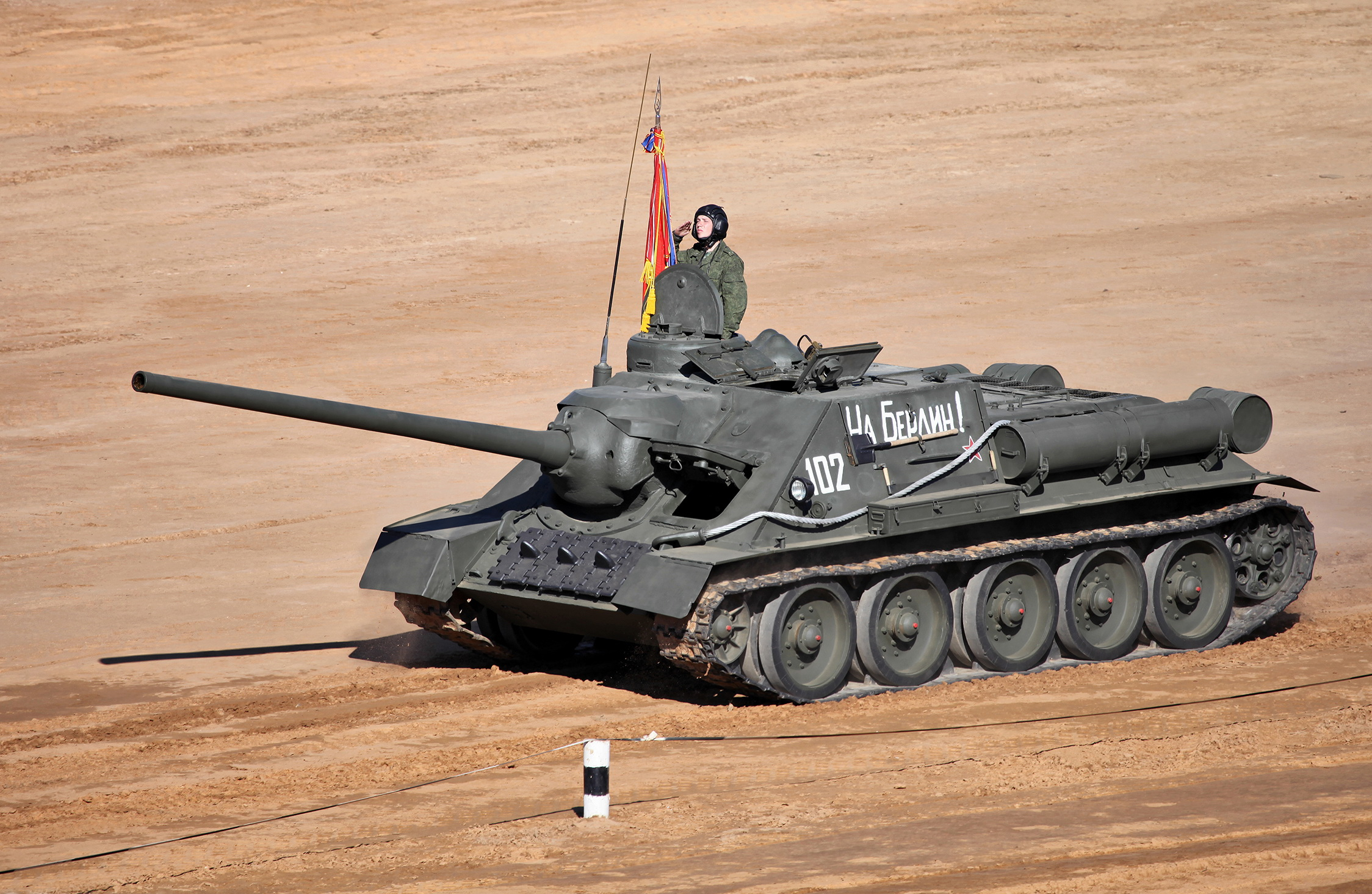
Su-100 lors du Biathlon de chars de combat 2013.
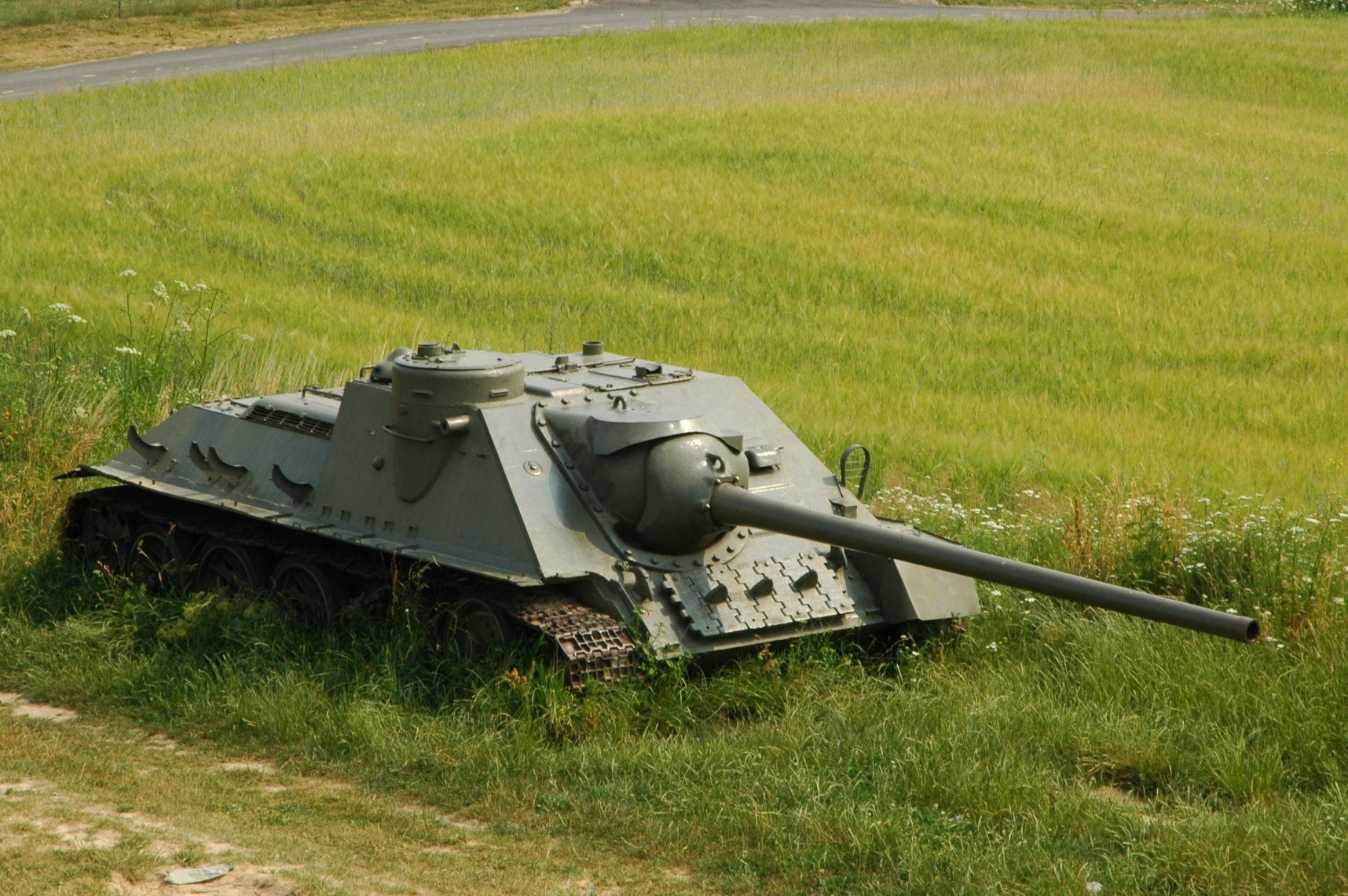
Un SU-100 préservé dans un musée de République tchèque.
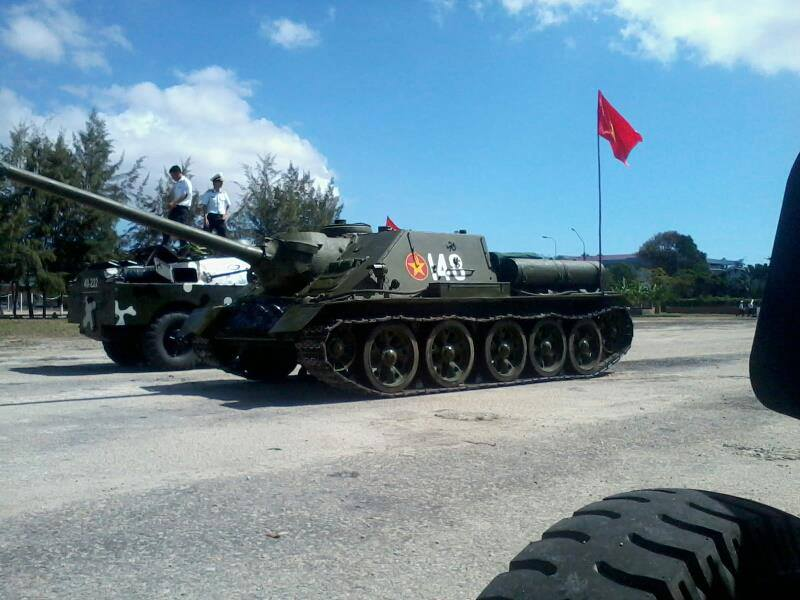
SU-100 Vietnamien en 2015.

## Dans la culture populaire

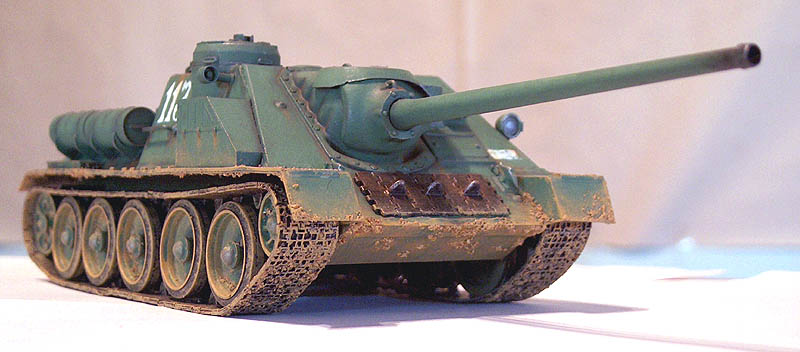
Une maquette de SU-100 à l'échelle 1:35.

Un SU-100 de la Seconde Guerre mondiale et son équipage sont les héros du film soviétique На войне как на войне (en alphabet phonétique « Na vojne kak na vojne », soit « À la guerre comme à la guerre »). Les vétérans trouvèrent ce film assez réaliste. On peut y entendre la chanson des tankistes soviétiques, qui est depuis devenue populaire à la fois chez les tankistes russes et chez les civils.